# Piatowskaja (stacja kolejowa)
Piatowskaja (ros. Пятовская) – stacja kolejowa w miejscowości Piatowskij, w rejonie dzierżyńskim, w obwodzie kałuskim, w Rosji. Położona jest na linii Wiaźma – Kaługa.
Od stacji odchodzą bocznice do pobliskich kopalni wapienia.

## Historia
Stacja powstała w czasach carskich na linii kolei riażsko-wiaziemskiej pomiędzy stacjami Kaługa i Połotnianyj Zawod.